# Barbaresco (vino)

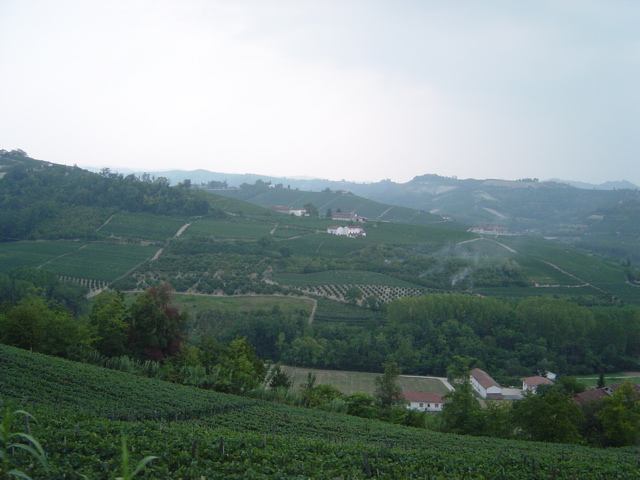
Viñedos y laderas cerca de la comuna de Barbaresco.

El Barbaresco es un vino italiano elaborado con uva Nebbiolo. El Barbaresco se produce en la región de Piamonte en un área de Langhe al este de Alba y específicamente en las comunas de Barbaresco, Treiso y Neive, y en el área de la fracción de San Rocco Seno d'Elvio que una vez fue parte de la comuna de Barbaresco y ahora pertenece al municipio de Alba.  
Se le otorgó el estatus de Denominazione di origine controllata (DOC) en 1966 y el estatus de Denominazione di Origine Controllata e Garantita (DOCG) en 1980. A nivel internacional, cuenta con registro como denominación de origen, conforme al Sistema de Lisboa, ante la Organización Mundial de la Propiedad Intelectual, desde el 16 de junio de 2009.

## Historia
La fecha de nacimiento más aceptada para el Barbaresco es 1894, cuando se fundó la productora de vino Cantina Sociale di Barbaresco por Domizio Cavazza, ya que antes de esa fecha, las uvas Nebbiolo de la zona de Barbaresco se vendían principalmente a los productores de Barolo. Cavazza, un joven agrónomo nacido en Módena, fue nombrado director fundador de la Real Escuela Enológica de Alba en 1881, con lo que comenzó a desarrollar su pasión por Barbaresco, lo que lo llevó a comprar una finca y un viñedo en 1886 en el que cultivó Nebbiolo. Con un grupo de nueve viticultores fundó la Cantina Sociale, equipada con barricas y equipos de vinificación para producir los que se consideran los primeros vinos llamados oficialmente Barbaresco. Después de un buen comienzo, Barbaresco cayó en tiempos difíciles con la Primera Guerra Mundial y la muerte prematura de Cavazza en 1915.
No fue sino hasta finales de la década de 1950 que el Barbaresco volvió a cobrar vida gracias a una nueva generación de enólogos dinámicos, incluidos Bruno Giacosa y Angelo Gaja. Además, el párroco local, Don Fiorino Marengo, fundó la bodega cooperativa Produttori del Barbaresco, la sucesora de la visión original de Cavazza de hacer un vino excepcional y detener el éxodo de jóvenes agricultores que abandonaban el campo. 
A fines de la década de 1960, las bodegas Gaja y Bruno Giacosa comenzaron a comercializar Barbaresco internacionalmente con cierto éxito. La cooperativa Produttori se convirtió en una de las bodegas más respetadas de Italia e inspiró a más propietarios en Barbaresco a volver a sus viñedos y hacer vino de calidad. 

## Regiones vinícolas
Los suelos de la zona del Barbaresco están compuestos mayoritariamente por margas calcáreas que datan de la época Tortoniense. El área generalmente se divide en tres regiones según las principales ciudades del área: Barbaresco, Neive y Treiso. El suelo y el clima de las tres zonas son muy uniformes, lo que crea una mayor coherencia general que la que se encuentra entre las 11 comunidades de la zona de Barolo.

### Barbaresco
Los viñedos alrededor de la ciudad de Barbaresco representan el 45 por ciento de la producción de Barbaresco con muchas de las bodegas más grandes del área ubicadas en la ciudad. Los vinos de esta zona suelen ser de color y cuerpo relativamente ligeros, pero muy bien estructurados y aromáticos.
En Neive, la uva Nebbiolo ocupa el cuarto lugar en plantaciones detrás del cultivo de Barbera, Dolcetto y Moscato, pero esta región es conocida por producir algunas de las expresiones más poderosas y tánicas de Barbaresco. La zona también alberga los apreciados viñedos de Nebbiolo de Santo Stefano y Bricco di Neive, cuyos nombres están empezando a aparecer en algunos embotellados de un solo viñedo. Ubicada al este de Barbaresco, Neive es responsable del 31 por ciento de la producción de Barbaresco y produce algunos de los ejemplos más tánicos y con más cuerpo del vino.

### Treiso

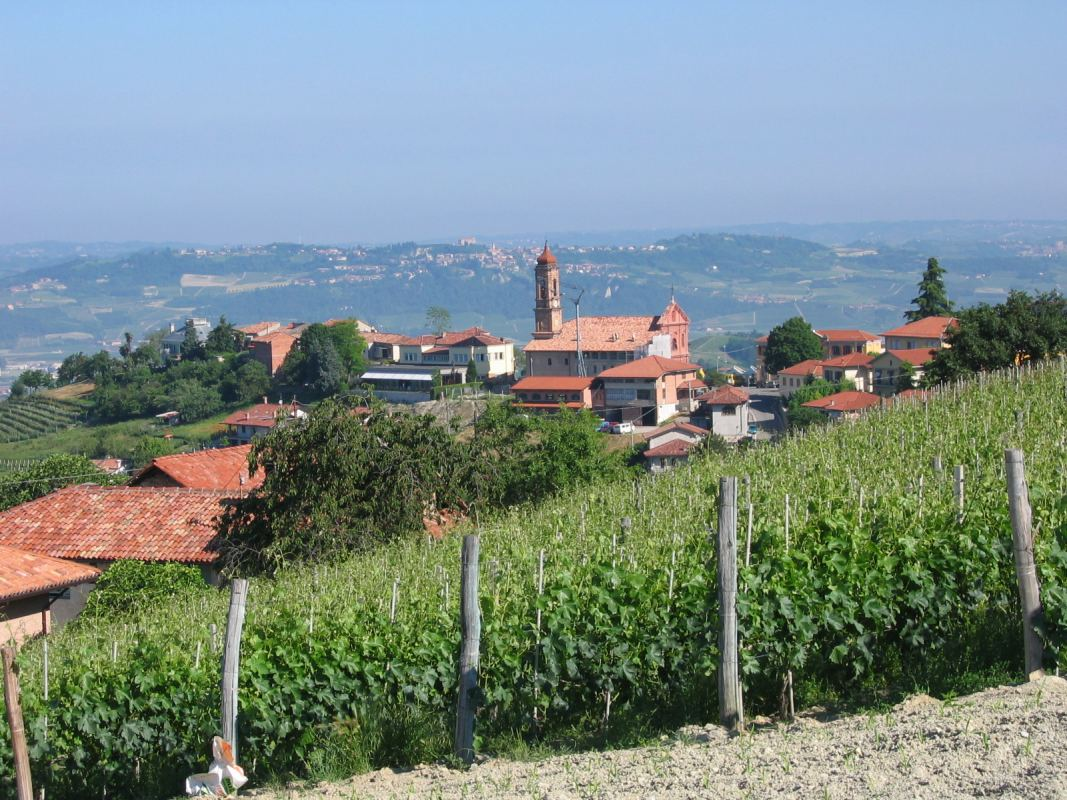
Un viñedo en Treiso

Ubicados al sur de Barbaresco, con viñedos en las colinas más altas de la zona, los vinos de Treiso tienden a ser los de cuerpo más ligero y son conocidos principalmente por su delicadeza. Treiso representa el 20% de la producción de la zona de Barbaresco.

### Clasificaciones de viñedos
A partir de finales del siglo XIX, ha habido intentos de clasificar los viñedos de la zona en crus similares a los de Borgoña en función de las áreas que producen los mejores vinos. El crítico de vinos italiano Luigi Veronelli creó una de esas listas en la década de 1960; mientras que otros escritores y viticultores intentaron crear la suya propia en la década de 1970. Hoy en día, muchos siguen las listas compiladas por el négociant en función de qué uvas tienen un precio más alto conforme a su rendimiento. Estas listas suelen incluir los viñedos de Asili, Martinenga, Montefico, Montestefano y Rabajà en Barbaresco, los viñedos de Albesani, Santo Stefano, Bricco di Neive y Gallina en Neive, y el viñedo de Pajorè en Treiso.
En 2007, Barbaresco Consorzio fue el primero en introducir Menzioni Geografiche Aggiuntive (menciones geográficas adicionales), también conocidas como MEGA o subzonas; hubo 65 subzonas aprobadas oficialmente, a las que luego se sumaría una más aprobada en 2010, la cual elevó el número final a 66.  El objetivo principal era poner límites oficiales a algunos de los crus con más historia para protegerlos de una expansión y explotación injustificadas. Tras la introducción de subzonas, el término "Vigna" (en italiano, viñedo) se puede utilizar en las etiquetas después de su respectivo MEGA y solo si el viñedo se encuentra dentro de uno de los MEGA aprobados.

## Vinos

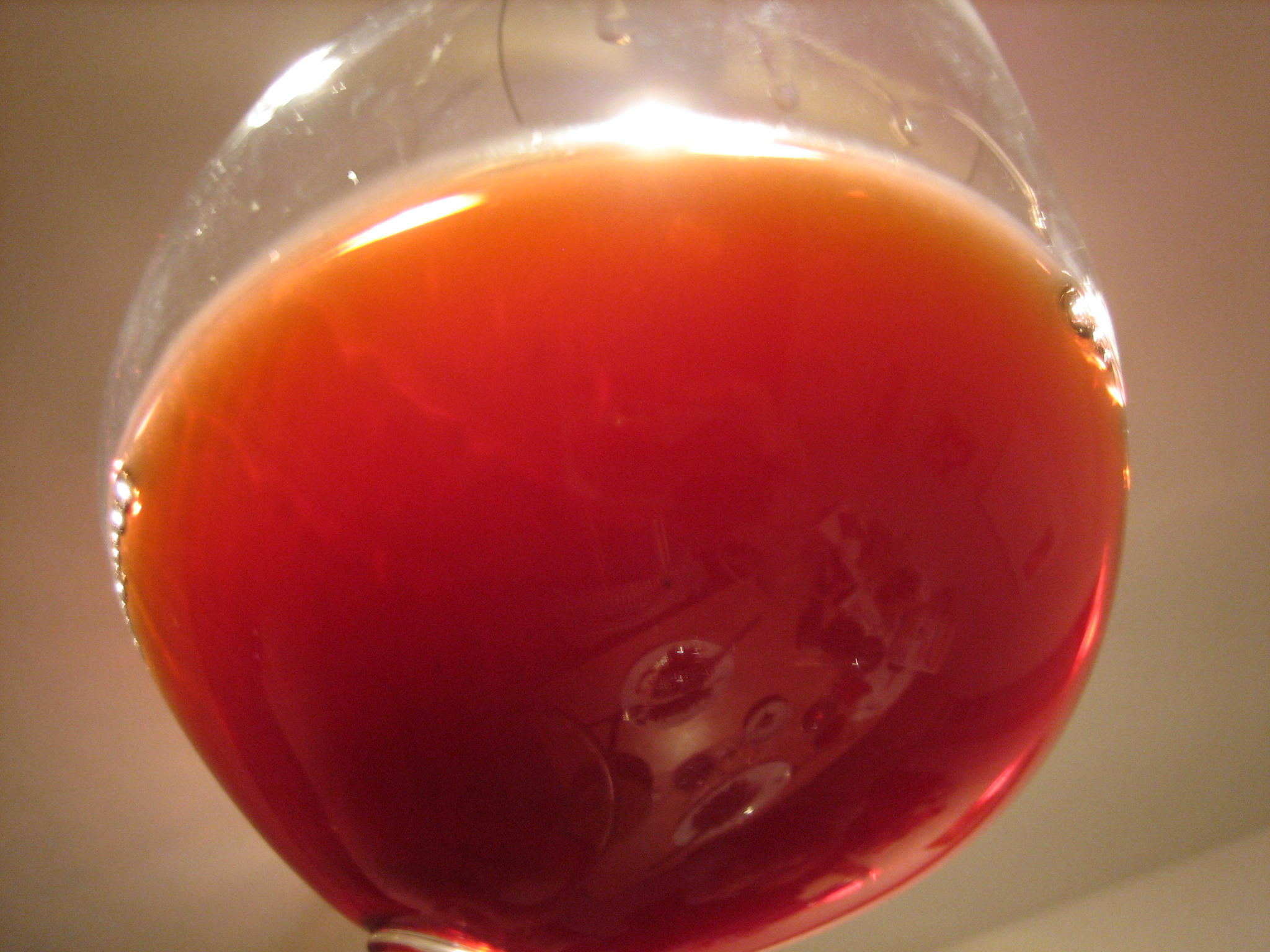
Como la mayoría de los vinos tintos, los Barbarescos se vuelven más claros, de color más ladrillo. Este vino es de la añada de 1976.

Las regulaciones DOCG estipulan que los vinos Barbaresco deben envejecer durante un mínimo de 2 años (al menos 9 meses en barriles de madera) antes del lanzamiento y envejecer durante al menos 4 años para ser considerados riserva. Los vinos deben tener un nivel de alcohol mínimo de 12,5 por ciento, aunque la mayoría de los vinos están más cerca del 13,5 por ciento. Se espera que los vinos bien elaborados de Barbaresco envejezcan al menos de 5 a 10 años después de  la cosecha antes de ser consumidos, ya que son extremadamente tánicos y "apretados" en su juventud, y algunos continúan bebiéndose bien incluso después de 20 años. El estilo típico de un Barbaresco tiene ramos de rosas o violetas con notas de sabor de cereza, trufas, hinojo y regaliz. A medida que el vino envejece, puede desarrollar notas ahumadas y sabores más terrosos y animales como cuero y alquitrán.